# 岡山大学病院

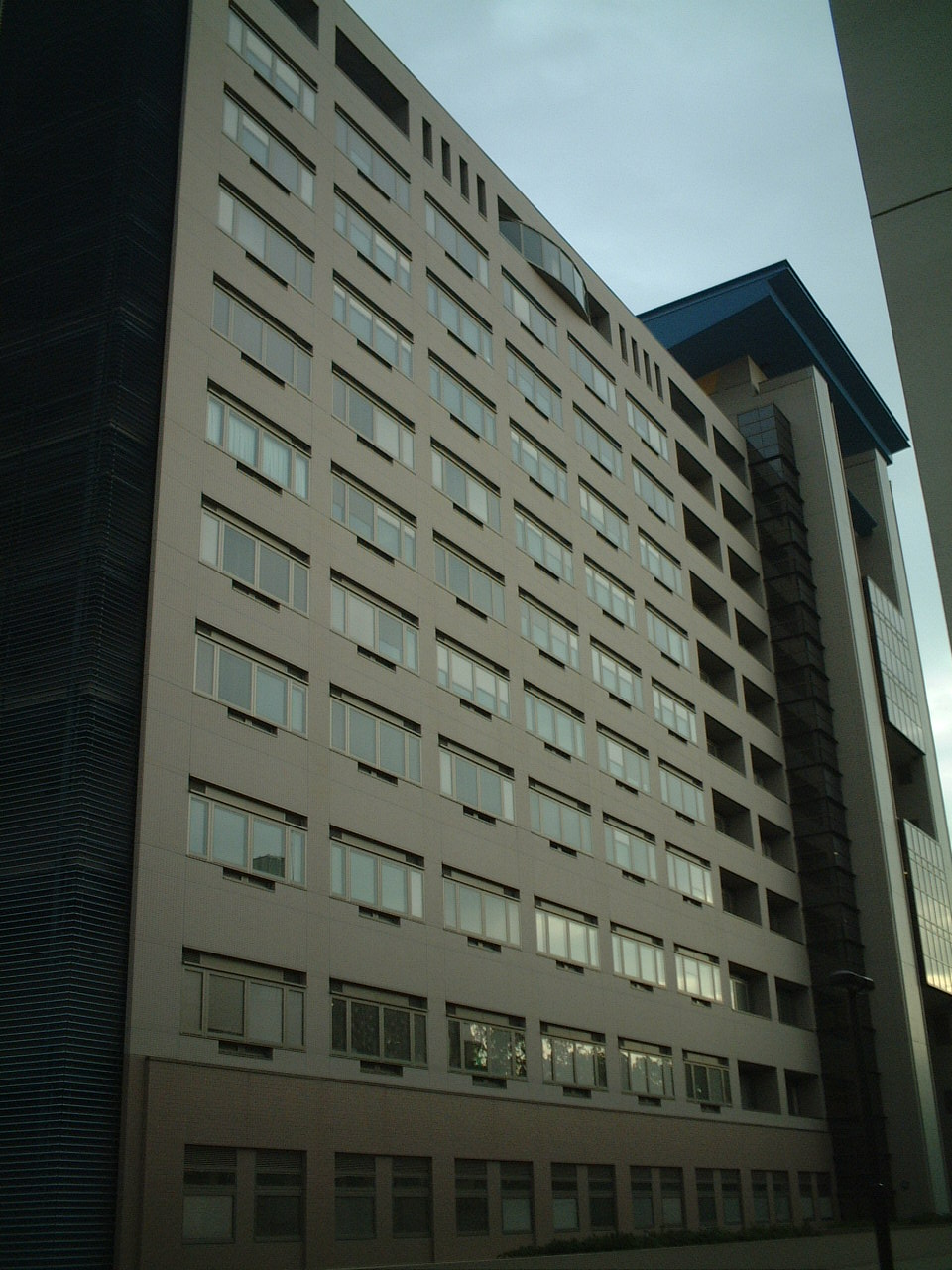
岡山大学病院入院棟（医科・歯科）（2005年10月）

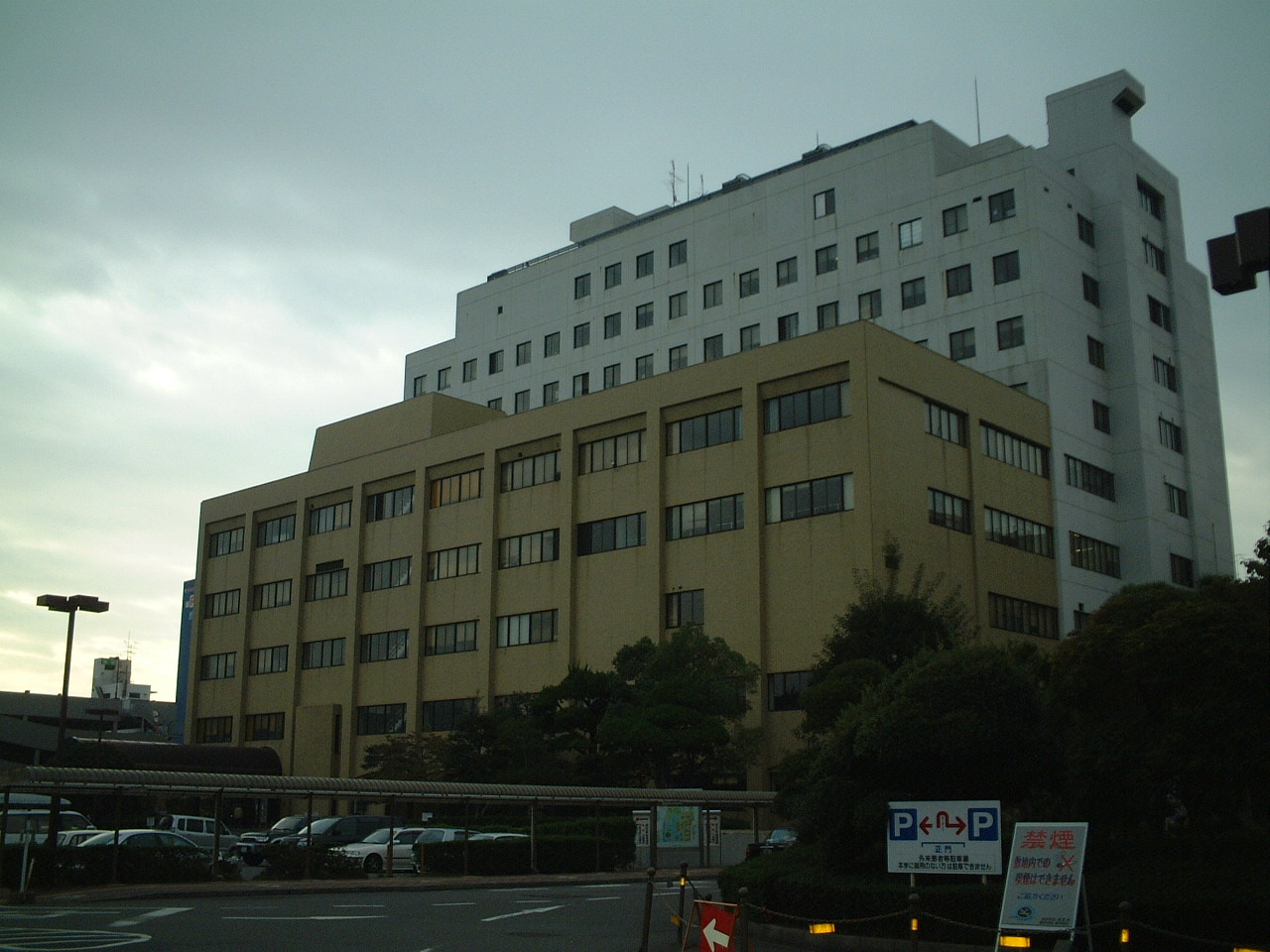
岡山大学病院外来棟および歯学部棟（2005年10月）

岡山大学病院（おかやまだいがくびょういん）は、岡山県岡山市北区にある国立大学法人岡山大学の附属大学病院である。病床数は855床。2014年の患者数は、医科外来462,336名、歯科外来162,438名、医科入院244,513名、歯科入院6,709名である。

## 特徴
岡山市の中心部にあり、大学附属の特定機能病院として、倉敷市の川崎医科大学附属病院と共に岡山県の地域医療の中心的役割を果たしている。また、かつては、分院である岡山大学病院三朝医療センターを鳥取県東伯郡三朝町に有しており、複合温泉療法などを取り入れた地域医療にも注力していた。
医科系では、幅広い診療を有しており、また、臓器移植法における指定を受けている為、幾度かの脳死移植が実施されている。
歯科系では、専門外来（口腔インプラント専門外来、顎関節症・口腔顔面痛み専門外来、審美歯科専門外来、特殊義歯専門外来）を有しており、医科との連携による医療を行っている。
病院は岡山大学医学部と歯学部の臨床学習の現場でもあり、研修医はもとより、学会より認定された、指導医・専門医が数多く在籍している。
ISO9001、ISO15189を取得している。

## 沿革
1870年（明治3年）6月に「岡山藩医学館大病院」を開設して以来、増設・統廃合を繰り返し、2003年（平成15年）10月1日に医学部附属病院と歯学部附属病院が統合され、「岡山大学医学部・歯学部附属病院」となった。2007年（平成19年）1月1日に医療法上の名称が「岡山大学病院」と改められた。

### 年表
- 1870年（明治3年）：6月、岡山市門田に「岡山藩医学館大病院」を開設。
- 1871年（明治4年）：6月、岡山市中之町に「岡山藩医学館小病院」を開設。
- 1872年（明治5年）
  - 1月、「岡山藩医学所大病院」「岡山藩医学所小病院」に改称。
  - 7月、岡山藩医学所大病院と岡山藩医学所小病院が岡山市中之町に統合・移転され、「岡山藩医学所」に改称。
- 1873年（明治6年）：11月、「岡山県病院」に改称。
- 1891年（明治24年）：7月、岡山市内山下の第三高等中学校医学部敷地内に移転。
- 1921年（大正10年）
  - 3月、岡山市鹿田町の現在地に新築移転。
  - 4月、文部省に移管され、「岡山医学専門学校附属医院」に改称。
- 1922年（大正11年）：4月、岡山医科大学の設置に伴い、「岡山医科大学附属医院」に改称。
- 1939年（昭和14年）：7月28日、鳥取県東伯郡三朝村の三朝温泉に「岡山医科大学三朝温泉療養所」を開設。
- 1949年（昭和24年）：5月、岡山医科大学・第六高等学校・岡山師範学校・岡山青年師範学校・岡山農業専門学校を包括して岡山大学が発足したことに伴い、「岡山大学医学部附属病院」に改称。「三朝分院[注 1]」「本島分院」「金光分院」を設置。
- 1957年（昭和32年）：4月、「金光分院」を廃止。
- 1965年（昭和40年）：4月、「岡山大学医学部附属病院三朝分院」を官制化。
- 1982年（昭和57年）：4月、「岡山大学歯学部附属病院」を開設。
- 2000年（平成12年）：3月、「本島分院」を廃止[2]。
- 2002年（平成14年）：4月1日、三朝分院を「岡山大学医学部附属病院三朝医療センター」に改称。
- 2003年（平成15年）：10月1日、医学部附属病院と歯学部附属病院が統合され、「岡山大学医学部・歯学部附属病院」「岡山大学医学部・歯学部附属病院三朝医療センター」に改称。
- 2007年（平成19年）：1月1日、医療法上の名称を「岡山大学病院」「岡山大学病院三朝医療センター」に改称。
- 2013年（平成25年）
  - 4月20日、総合診療棟が竣工[3]。
  - 12月1日、小児放射線科を新設[4]。
- 2016年（平成28年）：2月6日、「岡山大学病院三朝医療センター」を廃止。

## 診療科
- 医科系（医科系病院、歯科系病院とも同じ場所[注 2]にある。）
  - 総合診療内科
  - 消化器内科
  - 血液・腫瘍内科
  - 呼吸器内科
  - 腎臓・糖尿病・内分泌内科
  - リウマチ・膠原病・アレルギー科
  - 循環器内科
  - 神経内科
  - 感染症内科
  - 消化管外科
  - 肝・胆・膵外科
  - 小児外科
  - 呼吸器外科
  - 一般外科
  - 乳腺・内分泌外科
  - 泌尿器外科
  - 心臓血管外科
  - 整形外科
  - 形成外科
  - 皮膚科
  - 眼科
  - 耳鼻咽喉科
  - 精神科・神経科
  - 脳神経外科
  - 麻酔科蘇生科
  - 小児科
  - 小児神経科
  - 小児放射線科
  - 産科婦人科
  - 放射線科

- 歯科系
  - 総合診断室（予診室）
  - 一般歯科診療室（各診療科による卒前・卒後の診療）
  - 予防歯科
  - 虫歯科
  - 歯周科
  - 補綴科（咬合・義歯、クラウンブリッジ）
  - 矯正科
  - 小児歯科・成長発達期歯科
  - 口腔外科（再建系、病態系）
  - 歯科放射線科
  - 歯科麻酔科
  - 第一総合診療室（心身障害者〈児〉歯科治療室）
  - 第二総合診療室（感染症患者歯科治療室）
  - 第三総合診療室（全身疾患有病者歯科治療室）
  - 専門外来
    - 口腔インプラント専門外来
    - 顎関節症・口腔顔面痛み専門外来
    - 審美歯科専門外来
    - 特殊義歯専門外来

## 先進医療
- IL28Bの遺伝子診断によるインターフェロン治療効果の予測評価[5]
- LDLアフェレシス療法[5]
- 急性心筋梗塞に対するエポエチンベータ投与療法 急性心筋梗塞（再灌流療法の成功したものに限る。）[5]
- ペメトレキセド静脈内投与及びシスプラチン静脈内投与の併用療法　肺がん（扁平上皮肺がん及び小細胞肺がんを除き、病理学的見地から完全に切除されたと判断されるものに限る。）[5]
- 経皮的乳がんラジオ波焼灼療法　早期乳がん（長径が一・五センチメートル以下のものに限る。）[5]
- オクトレオチド皮下注射療法　先天性高インスリン血症（生後二週以上十二月未満の患者に係るものであって、ジアゾキサイドの経口投与では、その治療に係る効果が認められないものに限る。）[5]

## 医療機関の指定・認定
（下表の出典）
| 保険医療機関 | 医療保護施設(中国残留邦人等の円滑な帰国の促進並びに永住帰国した中国残留邦人等及び特定配偶者の自立の支援に関する法律に基づく医療保護施設を含む。) |
| 労災保険指定医療機関 | 原子爆弾被爆者医療指定医療機関 |
| 指定自立支援医療機関（更生医療） | 原子爆弾被爆者一般疾病医療取扱医療機関 |
| 指定自立支援医療機関（育成医療） | 第一種感染症指定医療機関 |
| 指定自立支援医療機関（精神通院医療） | 公害医療機関 |
| 身体障害者福祉法指定医の配置されている医療機関 | 母体保護法指定医の配置されている医療機関 |
| 精神保健指定医の配置されている医療機関 | 特定機能病院 |
| 生活保護法指定医療機関(中国残留邦人等の円滑な帰国の促進並びに永住帰国した中国残留邦人等及び特定配偶者の自立の支援に関する法律に基づく指定医療機関を含む。) | 臨床研究中核病院 |
| 結核指定医療機関 | 災害拠点病院 |
| 指定養育医療機関 | 高度救命救急センター |
| 指定小児慢性特定疾病医療機関 | 臨床研修病院 |
| 難病の患者に対する医療等に関する法律に基づく指定医療機関                                                                                                   | 臨床修練病院等（外国医師等） |
| がん診療連携拠点病院 | エイズ治療拠点病院 |
| 肝疾患診療連携拠点病院 | 特定疾患治療研究事業委託医療機関 |
| DPC対象病院 | 地域周産期母子医療センター |
| 不妊専門相談センター | |

- 公益財団法人日本医療機能評価機構認定病院[7]
- このほか、各種法令による指定・認定病院であるとともに、各学会の認定施設でもある。

## 交通アクセス
- 岡山駅東口バスターミナル「6番乗り場」から「2H」系統の岡電バスで「大学病院」構内バス停下車
- 岡山駅東口バスターミナルから「12」・「22」・「52」・「92」系統の岡電バスで「大学病院入口」下車
- 岡山駅タクシー乗り場からタクシーで約5〜10分
- 岡山駅前から「清輝橋」行き路面電車で12分「清輝橋」下車西へ徒歩5〜10分

## 臨床実習受け入れ校
- 医科系

- 歯科系
  - 吉備国際大学短期大学部
  - ベル歯科衛生専門学校

## 出来事
- 1965年 -  昭和天皇、香淳皇后が入院中の池田厚子を御見舞い[8]。
- 1972年 - コバルト60を使用した放射線治療において、治療を行う病室の構造、コバルト針の扱いなどに不備があり、同年6月24日に科学技術庁が指導、厚生省ともに医療法違反などで疑いで調査に入った[9]。
- 2020年9月25日 - 当院の男性研修医（30代）が、他病院所属の研修医の顔を蹴り、眼窩底骨折など全治2週間のけがを負わせた。男性研修医は9月25日、岡山市内の飲食店で、本学所属の研修医と学外の研修医を含む17人（当院の研修医は10人）で会食した。2次会終了後、酔いつぶれた別の参加者を、被害者が介抱せず店を出たことに腹を立てて顔を蹴った。また当日はコロナ禍の中、当院は当時、夜の会食を禁止しており、11人を厳重注意とした。2021年1月13日付で、大学は男性研修医を停職（20日）の懲戒処分とした[10][11]。